# Halobates
Halobates es un género de hemípteros heterópteros de la familia Gerridae. Hay alrededor de 40 especies, cinco de ellas son pelágicas (viven en la columna de agua oceánica). Pueden permanecer sobre la superficie del agua por el fenómeno de tensión superficial, se deslizan rápidamente por la superficie del agua,  del mismo modo que Gerris lacustris, miembros de la misma familia, y toman apoyo en los sargazos flotantes, entre los cuales encuentran su alimento. Son propios de las regiones tropicales y australes, y constituyen el único grupo de insectos claramente marinos.
Son predadores y se los ha visto alimentarse de zooplancton, pero no se sabe mucho de su dieta.
También se sabe que habita en la isla de plástico donde ha logrado crecer en grandes masas, pues aprovecha el sustrato sólido que le provee las partículas de plástico suspendidas en el mar, aunque parezca beneficioso que pueda aprovecharse de estos desechos, su presencia puede desencadenar en la modificación del ecosistema marino ya que se alimentan de huevos de peces y  zooplancton, que es la base de la cadena trófica marina.